# The Shrouds
The Shrouds is een Frans-Canadese horrorfilm uit 2024, geschreven en geregisseerd door David Cronenberg. De hoofdrollen worden vertolkt door Vincent Cassel en Diane Kruger.

## Verhaal
Karsh is een innovatieve zakenman en rouwende weduwnaar, die een apparaat bouwt om mensen te helpen contact te maken met de doden.

## Rolverdeling
| Acteur             | Personage             |
| ------------------ | --------------------- |
| Vincent Cassel     | Karsh                 |
| Diane Kruger       | Becca / Terry / Hunny |
| Guy Pearce         | Maury                 |
| Sandrine Holt      | Soo-Min               |
| Elizabeth Saunders | Gray Foner            |
| Jennifer Dale      | Myrna Slotnik         |
| Eric Weinthal      | Dr. Hofstra           |
| Steve Switzman     | Dr. Jerry Eckler      |

## Productie
De film was oorspronkelijk bedoeld als een Netflix-serie, waarbij Cronenberg twee afleveringen schreef voordat de streamingdienst de plannen annuleerde. Cronenberg zei dat de film erg ‘persoonlijk’ en ‘autobiografisch’ is. De film wordt geproduceerd door Saïd Ben Saïd voor SBS International, samen met Martin Katz voor Prospero Pictures. Het duo produceerde eerder Cronenbergs film Maps to the Stars.
De belangrijkste filmopnames begonnen op 8 mei 2023 in Toronto, Canada, en werden afgerond op 19 juni 2023.

## Release
The Shrouds ging op 20 mei 2024 in première op het Filmfestival van Cannes in de competitie voor de Gouden Palm.

## Prijzen en nominaties
De belangrijkste:
| Jaar | Prijs                   | Categorie   | Genomineerde(n)  | Uitslag     |
| ---- | ----------------------- | ----------- | ---------------- | ----------- |
| 2024 | Filmfestival van Cannes | Gouden Palm | David Cronenberg | Genomineerd |